# هاتوغايا سايتاما
قالب:Infobox municipality Japan
هاتوغايا سايتاما (بالإنجليزية: Hatogaya, Saitama)‏ هي مستوطنة و dissolved municipality of Japan تقع في اليابان في منطقة كانتو. يقدر عدد سكانها بـ 61,781 نسمة .